# 菅龍生
菅 龍生（すが りゅうせい、1997年10月5日 - ）は、日本の元子役である。東京都出身。ファイブ☆エイト所属。血液型はA型。長兄は元子役・元俳優の菅大輝、次兄は元子役の菅光輝。伯父は第99代内閣総理大臣菅義偉。現在は大学生。

## 出演

### テレビドラマ
- いま何待ち?（2003年、フジテレビ）木村佳乃の息子 役[1]
- 魔法戦隊マジレンジャー 第4話（2005年、テレビ朝日）

### CM
- 日本マクドナルド 新レギュラーメニュー お客さんとクルー編（2001年）
- クリナップ ラクシーユ（2003年）
- ネスレ日本 ネスカフェ 朝のリレー（2004年）

### プロモーションビデオ
- 平井堅「Ring」（2002年）